# Cola welwitschii
Cola welwitschii är en malvaväxtart som beskrevs av Arthur Wallis Exell och Mendonca. Cola welwitschii ingår i släktet Cola och familjen malvaväxter. Inga underarter finns listade i Catalogue of Life.